# Arctostaphylos columbiana
Arctostaphylos columbiana là một loài thực vật có hoa trong họ Thạch nam. Loài này được Piper mô tả khoa học đầu tiên năm 1915.

## Hình ảnh

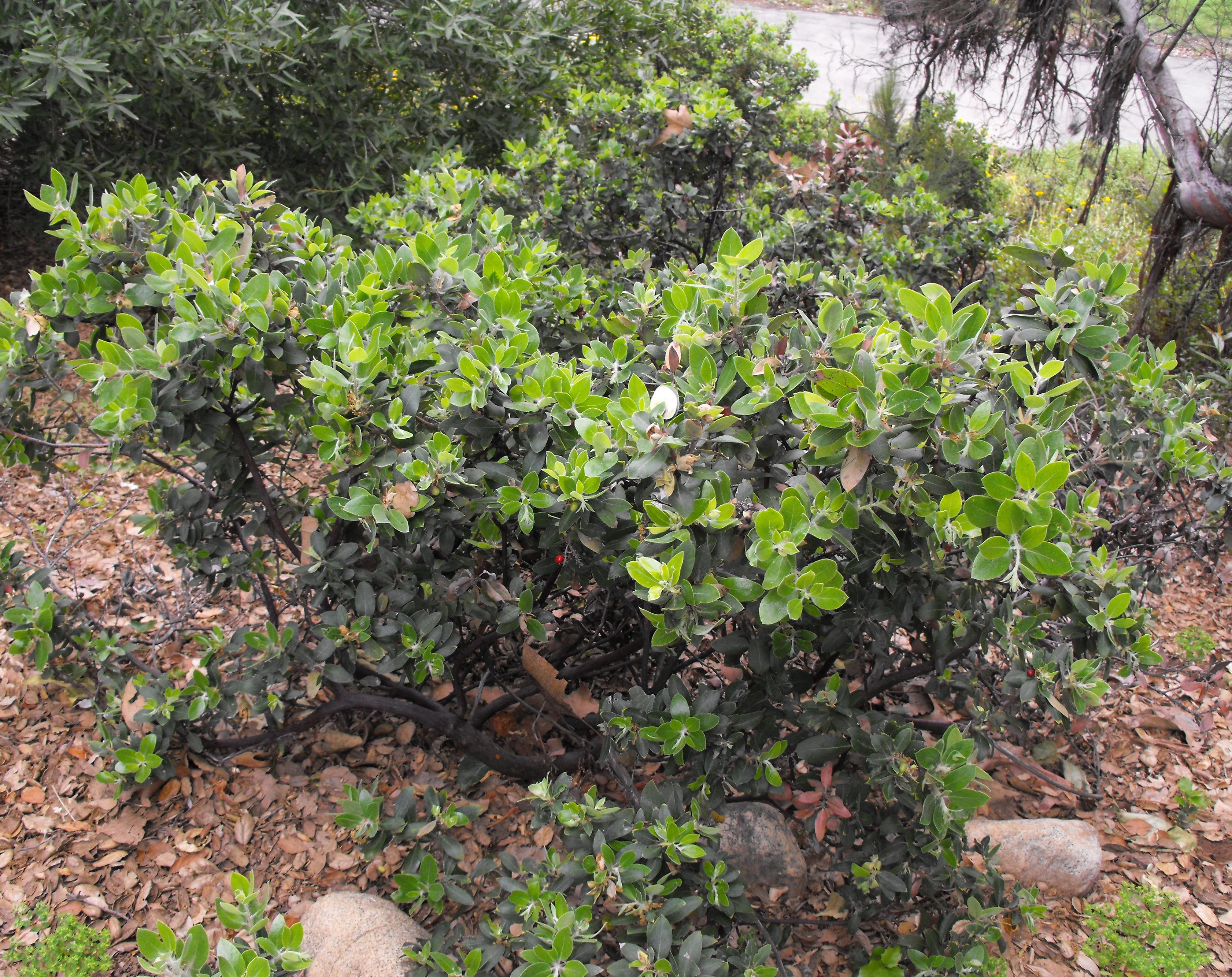